# Greenhithe
Greenhithe est une ville du Kent sur la Tamise en Angleterre.

## Géographie
La ville de Greenhithe est située sur la rive de la Tamise, près de carrières de craie.

## Histoire
L'histoire de Greenhithe est liée à la paroisse et à la ville de Swanscombe (en).

### Moyen Âge
La ville est appelée « Gretenersce » dans le Textus Roffensis.

### Époque contemporaine
À la fin du XVIIIe siècle, Edward Hasted indique la présence à Greenhithe de quais permettant l'importation et l'exportation de marchandises, comme le maïs, le bois et le charbon, mais surtout de la craie et de la chaux produites localement.
Le 19 mai 1845, l'HMS Erebus et l'HMS Terror quittent le port de Greenhithe, dans le cadre de l'expédition Franklin.

## Patrimoine

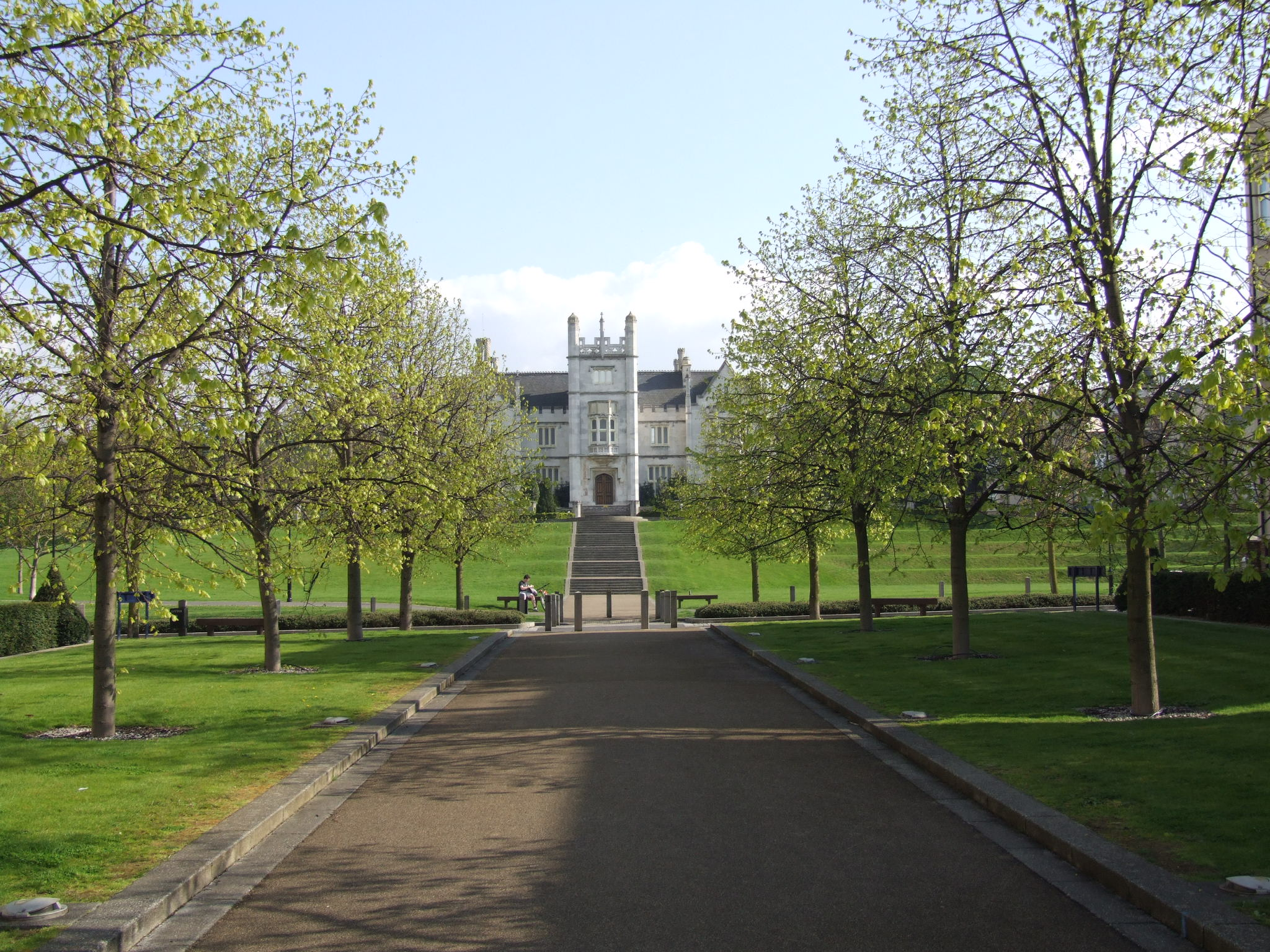
LIngress Abbey vu depuis le parc.

### L'Ingress Abbey
Le domaine d'Ingress (en) est à l'origine un manoir, construit sur la berge de la Tamise, donné au prieuré de Dartford, jusqu'à la dissolution des monastères par Henri VIII.
En 1833, James Harmer (en) fait reconstruire une maison sur le site, dans un style Tudor, par l'architecte Charles Moreing.